# 1985 (pel·lícula)
1985 és una pel·lícula dramàtica estatunidenca de 2018 dirigida per Yen Tan i protagonitzada per Cory Michael Smith, Virginia Madsen, Michael Chiklis, Aidan Langford i Jamie Chung. La pel·lícula és una expansió d'un curtmetratge anterior del mateix nom que Tan va estrenar el 2016.

## Argument
Ambientada a Texas l'any 1985, la pel·lícula és protagonitzada per Cory Michael Smith com Adrian Lester, un home gai dins de l'armari que tornava a casa a Dallas després d'alguns anys vivint a la Nova York per acomiadar-se de la seva família, però sense revelar que s'està morint de sida. El repartiment també inclou Michael Chiklis i Virginia Madsen com els pares d'Adrian, Aidan Langford com el seu petit. el germà Andrew i Jamie Chung com la seva amiga de la infància Carly.

## Alliberament
La pel·lícula es va estrenar el març de 2018 a SXSW. Posteriorment es va projectar en diversos festivals de cinema LGBT i d'interès general, inclosa la gala d'obertura del Festival de Cinema Queer de Vancouver. El DVD i el llançament digital de la pel·lícula van ser el desembre de 2018. També va ser llançat al Regne Unit per Peccadillo Pictures i està previst que s'estreni a Austràlia, Nova Zelanda i Alemanya.

## Recepció
1985 va rebre diversos premis com el Gran Premi del Jurat a la SXSW Texas Competition, la millor pel·lícula del festival a Fire!! Mostra Internacional de Cinema Gai i Lesbià, el premi de l'audiència i el premi del jurat estudiantil al Champs-Élysées Film Festival de París, el Premi del Gran Jurat i el Premi al Millor Guió a l'Outfest Los Angeles LGBTQ Film Festival i els premis de: Millor llargmetratge, Millor guionista per Yen Tan, Millor actor per Cory Michael Smith, Millor actor secundari per Michael Chiklis, Millor actriu secundària per Jamie Chung al Festival Internacional de Cinema Queen Palm.